# Walter Rudolf Hess
Walter Rudolf Hess (Frauenfeld, 17. ožujka, 1881. – 12. kolovoza, 1973., Locarno) bio je švicarski fiziolog koji je dobio Nobelovu nagradu za fiziologiju ili medicinu 1949.g. za mapiranje područja mozga koji kontroliraju unutarnje organe. Nagradu je podijelio s Egas Moniz. 
Medicinu je diplomirao na sveučilištu u Zurich 1906.g. Radio je kao kirurg i oftalmolog. 1912.g. napustio je svoju liječničku praksu i posvetio se istraživanjima.

## Vanjske poveznice
- Nobelova nagrada - životopis